# Omljud
Omljud (tyska: Umlaut, en term som används även på exempelvis engelska) är en process som innebär att en vokal påverkas av en annan vokal, vanligen i den följande stavelsen. Omljud är en företeelse som är speciell för de nord- och västgermanska språken.

## Hur omljud har uppstått
Omljud uppstod vanligtvis när en vokal påverkades av ett följande ljud, så att den första vokalen assimilerades till större likhet med det påverkande ljudet.
Denna typ av assimilation kallas regressiv. När en vokal påverkas av ett föregående i-ljud kallas detta progressiv assimilation. Ett exempel på detta är när i i fornsvenska miolk påverkade o så att det nuvarande mjölk
uppstod.

## Omljud i de nordiska språken
I de nordiska språken förekommer a-, i-, R-, u- och w-omljud.

### Regressivt omljud
A-omljudet är äldst, och påverkar /u/, som sänks till /o/, och /i/, som sänks till /e/. Exempel är isländskt neðan ’nedan’ (jfr isl. niðr ’ned’) och brot ’brott’ < *bruta.
I-omljudet är av olika ålder. Äldst är i-omljud på /e/ som blir /i/. Exempel är isländskt sigla < *seglian ’segla’, rigna < *regnian ’regna’. Detta tidiga i-omljud, som sannolikt var samtidigt med a-omljudet, har fått mindre omfattning i de nordiska språken än i de västgermanska. Fler spår i de nordiska språken har de yngre i-omljuden satt. De påverkar /a(:)/, /o(:)/, /u(:)/, /aw/, /ju:/ så att de kommer att artikuleras längre fram i munnen, och i vissa fall också med högre tungställning. Exempel är isländskt gestr ’gäst’ < gastiz, læsa ’låsa’ < *lāsijan, synir ’söner’ till son och knýta ’knyta’ av < *knūtijan.
R-omljud förekommer endast i västnordiska och påverkar /a/ som blir /e/, /iu/ som blir /y/ och /u/ som blir /y/ i fornvästnordiska. Exempel: Isländska ker (jfr. gotiska kas, svenska kar), isländska kýr av urnordiskt *kuR, och isländska dýr (jfr. gotiska dius, svenska djur).
Gotiskt -s motsvaras av -R i urnordiska.
U-omljud är yngst, och förekommer rikligast i västnordiskan. Det påverkar /a(:)/, och i några få fall /e/. Det fonetiska resultatet av detta omljud är något oklart. I isländska handskrifter skrivs det på olika sätt, i den poetiska Eddan ofta som en au-ligatur. I normaliserade texter återges det alltid med ǫ (”o med hake”). I nutida isländska skrivs det ö. Exempel är isländskt lönd < lǫnd < *landu och tøgr ’tiotal’ < *teguz.
W-omljud påverkar /i/ som blir /y/, och /a/ som blir ǫ i fornisländskan. Exempel är isländskt tryggr ’trygg’ < *triggwiaz, och hǫggva (höggva) ’hugga’ < *haggwan.

### Progressivt i‑omljud
De ovan nämnda omljuden är alla regressiva, d.v.s. bakåtverkande, men i fornsvenska och forndanska förekommer även progressivt i-omljud: hialpa > hjælpa, biorn > björn, fioll > fjøll > föll.
I östnordiska språk har progressivt i‑omljud haft särskilt kraftigt genomslag på efterföljande /a/. De enda inhemska arvord som inte har övergången ja ＞ jæ är svarsordet ja (som dessutom har unikt kvarstående uddljudande j‐), och pronominet jag, som dock i många danska och några svenska mål, i standarddanska, och stundom i fornsvenska, är omljutt: je(g), iæk. Andra svenska ord som idag har ‑ja‑ utan omljud har antingen upptagits från nordiska fornspråk (jarl, Hjalmar, hjalt) eller inlånats, som jaga. Dessutom finns några inhemska svenska ord med ‑ja‐ eller ja‐ som är ljudhärmande eller beskrivande nybildningar eller ombildningar, som jama, jamsa, och fjant.

## I-omljud i fem germanska språk
| Svenska                           | Isländska                                 | Tyska                 | Nederländska                          | Engelska         |
| att falla/att fälla               | að falla/að fella                         | fallen/fällen         | vallen/vellen                         | to fall/to fell  |
| fader/fäder                       | faðir/feður                               | Vater/Väter           | vader/vaders, vaderen eller gevaderen | father/fathers   |
| fot/fötter                        | fótur/fætur                               | Fuß/Füße              | voet/voeten (inget omljud)            | foot/feet        |
| gammal/äldre/äldst (oregelbundet) | gamall/eldri/elstur (mask.)(oregelbundet) | alt/älter/am ältesten | oud/ouder/oudst (inget omljud)        | old/elder/eldest |
| full/att fylla                    | fullur/að fylla                           | voll/füllen           | vol/vullen                            | full/to fill     |
| lång/längd                        | langur/lengd                              | lang/Länge            | lang/lengte                           | long/length      |
| lus/löss                          | lús/lýs                                   | Laus/Läuse            | luis/luizen (inget omljud)            | louse/lice       |